# Liste der Monuments historiques in Cauffry
Die Liste der Monuments historiques in Cauffry führt die Monuments historiques in der französischen Gemeinde Cauffry auf.

## Liste der Bauwerke
| Bezeichnung     | Beschreibung | Standort | Kennzeichnung | Schutzstatus | Datum | Bild           |
| --------------- | ------------ | -------- | ------------- | ------------ | ----- | -------------- |
| Calvaire        |              | (Lage)   | PA00114567    | Classé       | 1932  | weitere Bilder |
| Kirche St-Aubin |              | (Lage)   | PA00114568    | Classé       | 1930  | weitere Bilder |

## Liste der Objekte

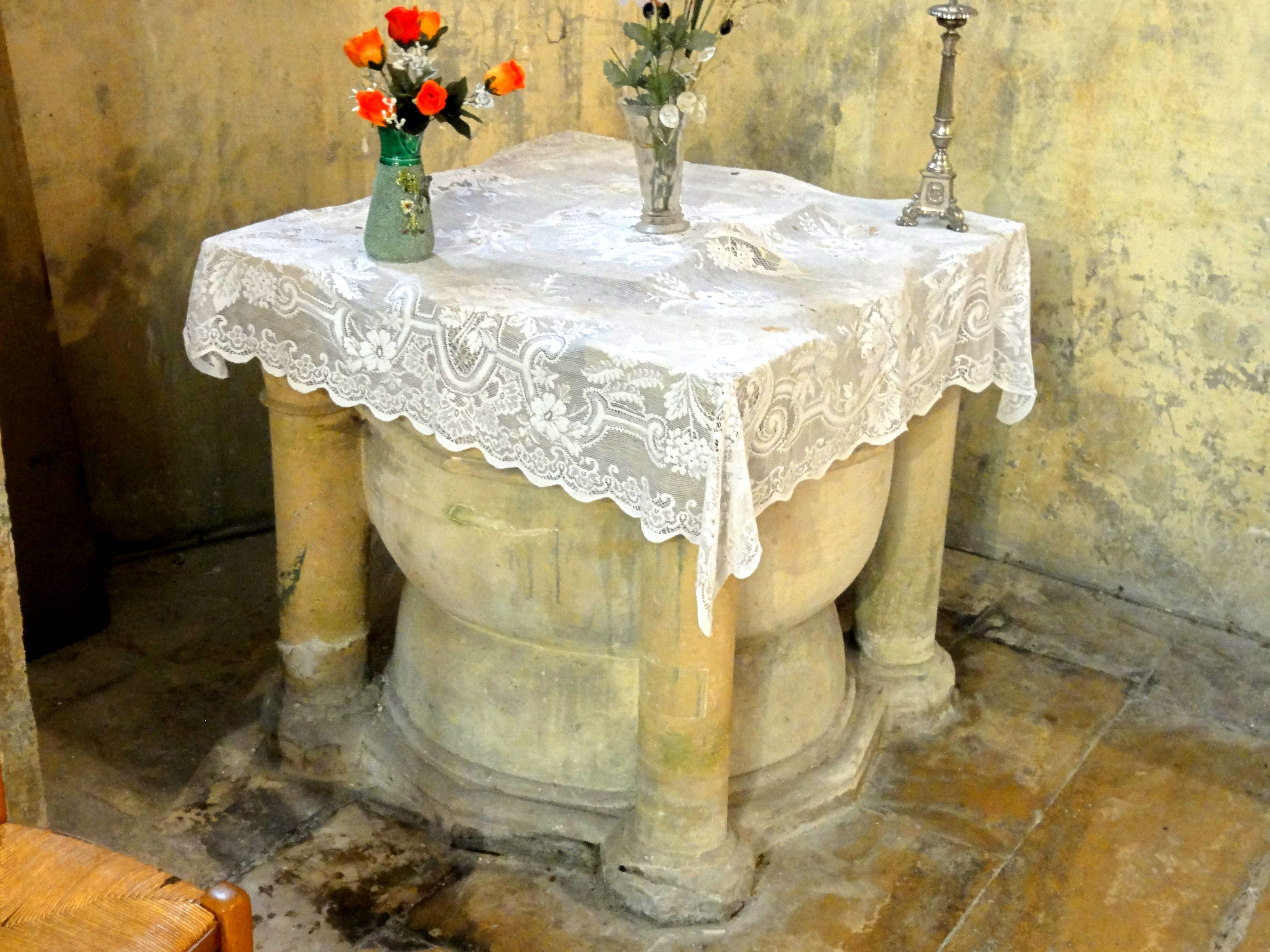
Taufbecken in Cauffry

- Monuments historiques (Objekte) in Cauffry in der Base Palissy des französischen Kultusministeriums

Siehe auch: Taufbecken (Cauffry)